# Грб Берна
Грб Берна је званични симбол швајцарског кантона Берна. Грб датира са почетка 1224. године.

## Опис грба
Грб Берн је хералдички приказ медвједа. Тај лик је дуго служио као хералдички симбол на грбовима града Берна. Легенда о оснивању грага каже да је војвода Бертолд V Церинген обећао да ће симбол будућег града бити животиња, прву коју сретне и улови у шуми гдје је намјеравао подићи будући град, након што ту шуму посјеку. Након тога, у љетопису Конрада Јустингера се каже:
Nu wart des ersten ein ber gevangen, darumb wart die stat bern genempt; und gab do den burgeren in der stat ein wappen und schilt, nemlich einen swarzen bern in einem wissen schilt in gender wise.

Онда се деси, да прво уловише медвједа, због чега је град био назван „Берн“; па грађани тог града тако добише и заставу и штит, на којима се налазио црни медвјед на бијелом штиту, који хода усправно.
Медвјед као мотив на грбу, појављује се и на списима већ од 1224. (на градским печатима), а од тада остаје у употреби до данас.